# Euro Stoxx 50
De Euro Stoxx 50 is een aandelenindex op basis van de 50 bedrijven met de hoogste beurswaarde in de eurozone. De index is ontwikkeld en wordt beheerd door Stoxx Ltd, een dochteronderneming van Deutsche Börse (Duitse beurs) en SIX Group, met als doel "een vertegenwoordiging te geven van de belangrijkste beursgenoteerde ondernemingen ("blue chips") in de Eurozone als supersectorleiders". 
De index is van start gegaan op 28 februari 1998 met een waarde van 1000.

## Samenstelling
De vijftig grootste ondernemingen uit 12 landen van de Eurozone zijn opgenomen in de index. Hierbij wordt uitgegaan van de waarde op basis van de free float. Franse en Duitse bedrijven vertegenwoordigen samen ongeveer twee derde van de index. Nederland staat op de derde plaats met een gewicht van 15% in de index gevolgd door Spanje met 6%. Het gewicht van België is 2%.

De twee grootste sectoren zijn technologie en industriële goederen en diensten.

De maximale weging per aandeel is bepaald op 10%. Door de omvang van de ondernemingen wordt deze grens in de praktijk nooit gehaald. In januari 2021 had het Nederlandse bedrijf ASML het grootste gewicht (7%), gevolgd door LVMH en SAP.

De index wordt jaarlijks in september herwogen, met mogelijke revisies ieder kwartaal.

## Handel
De future en opties op deze index worden verhandeld op de Duitse derivatenbeurs de Eurex. De index wordt ook daadwerkelijk gezien als maatgevend voor de koersontwikkeling van de grote ondernemingen in de Eurozone. De volumes in de future en optie-handel op de EuroStoxx index zijn vergeleken met andere indices in Europa buitengewoon groot. Het was voornamelijk ook in de futures op de Stoxx dat Jerome Kerviel begin 2008 miljardenverliezen veroorzaakte voor zijn werkgever. De futures kennen een contractgrootte van 10 euro per punt.

## Exchange Traded Funds
Veel Exchange Traded Funds, ETF's, volgen de EuroStoxx. BlackRock heeft met zijn merk iShares de ETF met het meeste omvang. Deze tracker is ook genoteerd aan de Euronext. Sinds 18 februari 2008 zijn er ook opties op deze tracker te verhandelen op Euronext.

## Koersverloop
| Jaar | Stand per jaarultimo (in punten) | Mutatie (in punten) | Verandering |
| ---- | -------------------------------- | ------------------- | ----------- |
| 1986 | 900,8                            |                     |             |
| 1990 | 858,7                            |                     |             |
| 1995 | 1506,8                           |                     |             |
| 2000 | 4772,4                           | −132,1              | −2,7%       |
| 2001 | 3806,1                           | −966,3              | −20,3%      |
| 2002 | 2386,4                           | −1419,7             | −37,3%      |
| 2003 | 2760,8                           | 374,3               | 15,7%       |
| 2004 | 2951,2                           | 190,68              | 6,9%        |
| 2005 | 3578,9                           | 627,7               | 21,3%       |
| 2006 | 4119,9                           | 541,0               | 15,1%       |
| 2007 | 4399,7                           | 279,8               | 6,8%        |
| 2008 | 2451,5                           | −1948,2             | −44,3%      |
| 2009 | 2966,2                           | 514,8               | 21,0%       |
| 2010 | 2792,8                           | −173,4              | −5,9%       |
| 2011 | 2316,6                           | −476,3              | −17,1%      |
| 2012 | 2635,9                           | 319,4               | 13,8%       |
| 2013 | 3109,0                           | 473,1               | 18,0%       |
| 2014 | 3140,2                           | 31,2                | 1,0%        |
| 2015 | 3288,0                           | 147,7               | 4,7%        |
| 2016 | 3290,5                           | 2,5                 | 0,1%        |
| 2017 | 3504,0                           | 213,5               | 6,5%        |
| 2018 | 3001,4                           | −522,6              | −14,3%      |
| 2019 | 3745,2                           | 743,8               | 24,8%       |
| 2020 | 3552,6                           | −192,5              | −5,1%       |

## Alternatief
Grote Europese ondernemingen zoals Nestlé, Novartis of Royal Dutch Shell die hun hoofdkantoor buiten de eurozone hebben zijn niet opgenomen in de index. De index Stoxx Europe 50 neemt deze bedrijven wel mee en kan gezien worden als een alternatief. De handel in de Euro Stoxx index is echter vele malen groter dan het alternatief dat heel Europa dekt. 

## Trivia
- Vroeger heette deze index de "Dow Jones Euro Stoxx 50"-index. Nieuwe eigenaars hebben 1 maart 2010 de woorden "Dow Jones" laten vallen.